# فرانك بيلي
فرانك بيلي (بالإنجليزية: Frank Bailey)‏ (2 أغسطس 1907 في المملكة المتحدة - 1 يناير 1969 في المملكة المتحدة) هو لاعب كرة قدم بريطاني (وحمل سابقاً جنسية المملكة المتحدة لبريطانيا العظمى وأيرلندا) في مركز نصف الجناح. لعب مع Lancaster City F.C. ‏ ونادي نيلسون ونادي موركامب وRossendale United F.C. ‏ وGreat Harwood F.C. ‏.